# Herold (Würzburg)

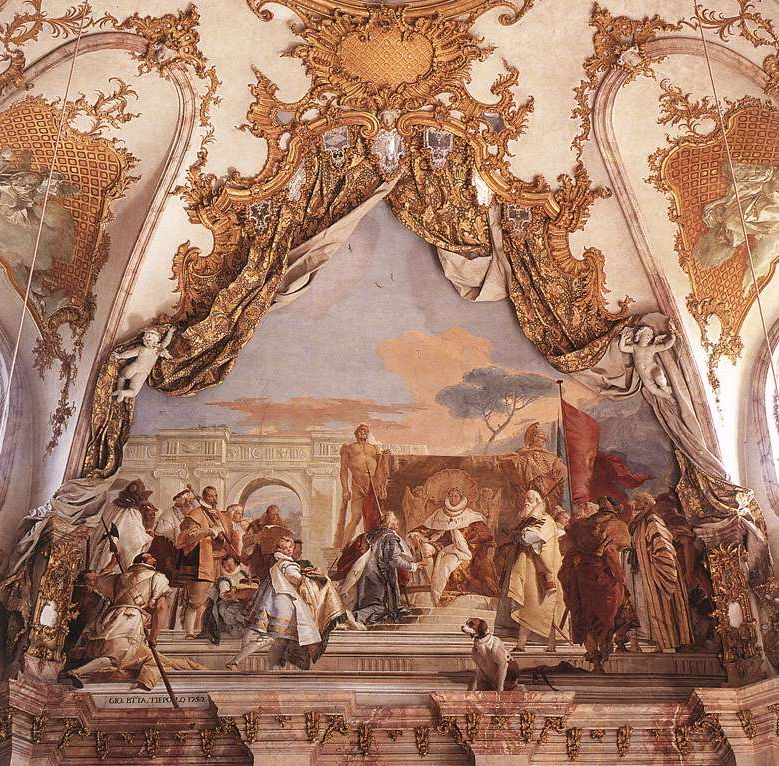
„Die Belehnung des Würzburger Bischofs Herold mit dem Herzogtum Franken durch Kaiser Friedrich Barbarossa auf dem Reichstag zu Würzburg 1168“ Deckenfresko im Kaisersaal der Würzburger Residenz

Herold von Höchheim († 3. August 1171 in Würzburg) war von 1165 bis 1171 Bischof von Würzburg.
Herold stammte aus dem fränkischen Adelsgeschlecht derer von Höchheim. Er war zugleich Propst der Stifte Haug und St. Gumbertus in Ansbach. Nach dem Würzburger Reichstag im Jahr 1165 wurde Herold  zum Bischof von Würzburg gewählt. Im Juli 1168 bestätigte Kaiser Friedrich Barbarossa durch die sogenannte Güldene Freiheit Herolds herzoglichen Rechte (als Herzog von Franken), wodurch auch das Hochstift Würzburg zum Herzogtum aufstieg. Mit dieser Urkunde begann die Regentschaft der Fürstbischofe als geistliche und weltliche Herrscher. Der Terminus des Privilegs und der Urkunde ist seit dem 16. Jahrhundert durch Lorenz Fries Chronik der Würzburger Bischöfe überliefert.